# Ash Grove
Ash Grove és una població dels Estats Units a l'estat de Missouri. Segons el cens del 2000 tenia 1.430 habitants.

## Demografia
Segons el cens del 2000, Ash Grove tenia 1.430 habitants, 577 habitatges, i 386 famílies. La densitat de població era de 464 habitants per km².
Dels 577 habitatges en un 33,8% hi vivien nens de menys de 18 anys, en un 54,9% hi vivien parelles casades, en un 8,1% dones solteres, i en un 33,1% no eren unitats familiars. En el 28,8% dels habitatges hi vivien persones soles el 16,1% de les quals corresponia a persones de 65 anys o més que vivien soles. El nombre mitjà de persones vivint en cada habitatge era de 2,48 i el nombre mitjà de persones que vivien en cada família era de 3,08.
Per edats la població es repartia de la següent manera: un 27,7% tenia menys de 18 anys, un 7,9% entre 18 i 24, un 26,8% entre 25 i 44, un 21,6% de 45 a 60 i un 16% 65 anys o més.
L'edat mediana era de 37 anys. Per cada 100 dones de 18 o més anys hi havia 85 homes.
La renda mediana per habitatge era de 31.250 $ i la renda mediana per família de 39.318 $. Els homes tenien una renda mediana de 28.750 $ mentre que les dones 20.329 $. La renda per capita de la població era de 15.548 $. Entorn del 9,1% de les famílies i el 13,4% de la població estaven per davall del llindar de pobresa.

## Poblacions més properes
El següent diagrama mostra les poblacions més properes.